# Руденко, Николай Сергеевич
Николай Сергеевич Руденко (12 декабря 1920, Ольховатка, Воронежская губерния — 16 марта 2003, Борисоглебск, Воронежская область) — майор Советской Армии, участник Великой Отечественной войны, Герой Советского Союза (1945).

## Биография
Николай Руденко родился 12 декабря 1920 года в слободе Ольховатка (ныне посёлок городского типа, районный центр в Воронежской области). Окончил среднюю школу, занимался в аэроклубе. В 1940 году был призван на службу в Рабоче-крестьянскую Красную Армию. В 1942 году окончил Батайскую военную авиационную школу пилотов. С октября того же года — на фронтах Великой Отечественной войны.
К апрелю 1945 года гвардии старший лейтенант Николай Руденко был старшим лётчиком 176-го гвардейского истребительного авиаполка 265-й истребительной авиадивизии 16-й воздушной армии 1-го Белорусского фронта. К тому времени он совершил 186 боевых вылетов, принял участие в 38 воздушных боях, сбив 21 вражеский самолёт лично и ещё 2 — в составе группы.
Указом Президиума Верховного Совета СССР от 29 июня 1945 года за «образцовое выполнение боевых заданий командования на фронте борьбы с немецкими захватчиками и проявленные при этом мужество и героизм» гвардии старший лейтенант Николай Руденко был удостоен высокого звания Героя Советского Союза с вручением ордена Ленина и медали «Золотая Звезда» за номером 7980.
Отлично провёл последний боевой месяц, проведя много воздушных боёв и существенно увеличив свой боевой счёт. К 9 мая 1945 года выполнил 248 боевых вылетов, провёл свыше 40 воздушных боёв, сбил лично 24 и в группе 5 самолётов врага.
После окончания войны Руденко продолжил службу в Советской Армии. В 1954 году в звании майора он был уволен в запас. Проживал и работал в Борисоглебске.
Умер 16 марта 2003 года, похоронен в Борисоглебске.

Бюст в Ольховатке

Был также награждён тремя орденами Красного Знамени, орденом Отечественной войны 1-й степени и рядом медалей. На родине героя установлен бюст.